# Grammy Awards 1973
1973 gab es die 15. Vergabe der wichtigsten US-Musikpreise, der Grammys, in 47 Kategorien aus 15 Feldern des Musikbusiness.

## Hauptkategorien
Single des Jahres (Record of the Year):
- The First Time Ever I Saw Your Face von Roberta Flack, Produzent Joel Dorn

Album des Jahres (Album of the Year):
- The Concert for Bangla Desh von verschiedenen Interpreten, darunter Phil Spector (Produzent), George Harrison (Produzent & Interpret), Eric Clapton, Bob Dylan, Billy Preston, Leon Russell, Ravi Shankar, Ringo Starr & Klaus Voormann

Song des Jahres (Song of the Year):
- The First Time Ever I Saw Your Face von Roberta Flack (Autor: Ewan MacColl)

Bester neuer Künstler (Best New Artist):
- America

## Pop
Beste weibliche Gesangsdarbietung – Pop (Best Pop Vocal Performance, Female):
- I Am Woman von Helen Reddy

Beste männliche Gesangsdarbietung – Pop (Best Pop Vocal Performance, Male):
- Without You von Harry Nilsson

Beste Darbietung eines Duos oder einer Gruppe mit Gesang – Pop (Best Pop Performance By A Duo Or Group With Vocals):
- Where Is the Love von Donny Hathaway & Roberta Flack

Beste Instrumentaldarbietung – Pop (Best Pop Instrumental Performance):
- Black Moses von Isaac Hayes

## Rhythm & Blues
Beste weibliche Gesangsdarbietung – R&B (Best R&B Vocal Performance, Female):
- Young, Gifted and Black von Aretha Franklin

Beste männliche Gesangsdarbietung – R&B (Best R&B Vocal Performance, Male):
- Me and Mrs. Jones von Billy Paul

Beste Darbietung eines Duos oder einer Gruppe mit Gesang – Pop (Best R&B Performance By A Duo Or Group With Vocals):
- Papa Was a Rollin’ Stone von den Temptations

Beste Instrumentaldarbietung – R&B (Best R&B Instrumental Performance):
- Papa Was a Rollin' Stone (Instrumental) von den Temptations

Bester R&B-Song (Best R&B Song):
- Papa Was a Rollin' Stone von den Temptations (Autoren: Barrett Strong, Norman Whitfield)

## Country
Beste weibliche Gesangsdarbietung – Country (Best Country Vocal Performance, Female):
- Happiest Girl In The Whole USA von Donna Fargo

Beste männliche Gesangsdarbietung – Country (Best Country Vocal Performance, Male):
- Charley Pride Sings Heart Songs von Charley Pride

Beste Countrygesangsdarbietung eines Duos oder einer Gruppe (Best Country Vocal Performance By A Duo Or Group):
- Class Of '57 von den Statler Brothers

Bestes Darbietung eines Countryinstrumentals (Best Country Instrumental Performance):
- Charlie McCoy / The Real McCoy von Charlie McCoy

Bester Countrysong (Best Country Song):
- Kiss An Angel Good Mornin' von Charley Pride (Autor: Ben Peters)

## Jazz
Beste Jazz-Darbietung eines Solisten (Best Jazz Performance by a Soloist):
- Alone at Last von Gary Burton

Beste Jazz-Darbietung einer Gruppe (Best Jazz Performance by a Group):
- First Light von Freddie Hubbard

Beste Jazz-Darbietung einer Big Band (Best Jazz Performance by a Big Band):
- Toga Brava Suite von Duke Ellington

## Gospel
Beste Gospel-Darbietung (Best Gospel Performance):
- L-O-V-E von den Blackwood Brothers

Beste Soul-Gospel-Darbietung (Best Soul Gospel Performance):
- Amazing Grace von Aretha Franklin

Beste Inspirational-Darbietung (Best Inspirational Performance):
- He Touched Me von Elvis Presley

## Folk
Beste Ethnofolk- oder traditionelle Folk-Aufnahme (einschließlich traditionellem Blues) (Best Ethnic Or Traditional Recording, Including Traditional Blues):
- The London Muddy Waters Session von Muddy Waters

## Für Kinder
Beste Aufnahme für Kinder (Best Recording For Children):
- The Electric Company von Bill Cosby & Rita Moreno (Produzenten: Christopher Cerf, Lee Chamberlin, Joe Raposo)

## Sprache
Beste gesprochene Aufnahme (Best Spoken Word Recording):
- Lenny von der Originalbesetzung (Produzent: Bruce Botnick)

## Comedy
Beste Comedy-Aufnahme (Best Comedy Recording):
- FM and AM von George Carlin

## Musical Show
Beste Musik eines Original-Cast-Show-Albums (Best Score From An Original Cast Show Album):
- Don't Bother Me, I Can't Cope von der Originalbesetzung mit Alex Bradford, Hope Clarke und Bobby Hill (Komponist: Micki Grant; Produzent: Jerry Ragavoy)

## Komposition / Arrangement
Beste Instrumentalkomposition (Best Instrumental Composition):
- Brian's Song (Komponist: Michel Legrand)

Beste Originalmusik geschrieben für einen Film oder ein Fernsehspecial (Best Original Score Written For A Motion Picture Or A Television Special):
- The Godfather (Komponist: Nino Rota)

Bestes Instrumentalarrangement (Best Instrumental Arrangement):
- Theme From The French Connection von der Don Ellis Big Band (Arrangeur: Don Ellis)

Bestes Arrangement mit Gesangsbegleitung (Best Arrangement Accompanying Vocalists):
- What Are You Doing the Rest of Your Life von Sarah Vaughan (Arrangeur: Michel Legrand)

## Packages und Album-Begleittexte
Bestes Album-Cover (Best Album Cover):
- The Siegel-Schwall Band von der Siegel-Schwall Band (Künstlerischer Leiter: Acy R. Lehmann; Grafikkünstler: Harvey Dinnerstein)

Bester Album-Begleittext (Best Album Notes):
- Tom T. Hall's Greatest Hits von Tom T. Hall

Bester Album-Begleittext – Klassische Musik (Best Album Notes – Classical):
- Vaughan Williams: Sinfonie Nr. 2 (A London Symphony) vom London Symphony Orchestra unter Leitung von André Previn (Verfasser: James Lyons)

## Produktion und Technik
Beste technische Aufnahme, ohne klassische Musik (Best Engineered Recording, Non-Classical):
- Moods von Neil Diamond (Technik: Armin Steiner)

Beste technische Klassikaufnahme (Best Engineered Recording, Classical):
- Mahler: Sinfonie Nr. 8 in Es-Dur vom Chicago Symphony Orchestra unter Leitung von Georg Solti (Technik: Gordon Parry, Kenneth Wilkinson)

## Klassische Musik
Bestes Klassik-Album (Best Classical Album):
- Mahler: „Sinfonie Nr. 8 in Es-Dur“ von verschiedenen Künstlern mit den Wiener Sängerknaben, dem Chor des Wiener Singvereins und dem Chicago Symphony Orchestra unter Leitung von Georg Solti

Beste klassische Orchesterdarbietung (Best Classical Performance – Orchestra):
- Mahler: „Sinfonie Nr. 7 in E-Moll“ vom Chicago Symphony Orchestra unter Leitung von Georg Solti

Beste Opernaufnahme (Best Opera Recording):
- Berlioz: „Benvenuto Cellini“ vom BBC Symphony Orchestra unter Leitung von Colin Davis

Beste Chor-Darbietung, Klassik (ohne Oper) (Best Choral Performance, Classical, Other Than Opera):
- Mahler: „Sinfonie Nr. 8 in Es-Dur“ von verschiedenen Künstlern mit den Wiener Sängerknaben, dem Chor des Wiener Singvereins und dem Chicago Symphony Orchestra unter Leitung von Georg Solti

Beste Soloinstrument-Darbietung mit Orchester (Best Classical Performance – Instrumental Soloist or Soloists With Orchestra):
- Brahms: „Klavierkonzert Nr. 2 in B-Dur“ von Arthur Rubinstein und dem Philadelphia Orchestra unter Leitung von Eugene Ormandy

Beste Soloinstrument-Darbietung ohne Orchester (Best Classical Performance – Instrumental Soloist or Soloists Without Orchestra):
- Horowitz spielt Chopin von Vladimir Horowitz

Beste Kammermusik-Darbietung (Best Chamber Music Performance):
- „Julian and John“ (Werke von Lawes, Carulli, Albeniz, Granados) von Julian Bream und John Williams

Beste klassische Solo-Gesangsdarbietung (Best Classical Vocal Soloist Performance):
- Brahms: „Die schöne Magelone“ von Dietrich Fischer-Dieskau

## Special Merit Awards
Der Grammy Lifetime Achievement Award und der Trustees Award wurden 1973 nicht vergeben.